# 乐安镇 (布拖县)
乐安镇，原为乐安乡，是中华人民共和国四川省凉山彝族自治州布拖县下辖的一个乡镇级行政单位。2021年1月12日，撤销乐安乡、补洛乡和瓦都乡，设立乐安镇。以原乐安乡、原补洛乡、原瓦都乡采业村和原火烈乡火烈村、菲土村、波日村、若普村、老真村、约呷村、益吉村、依作老哈村、坡吉村所属行政区域为乐安镇的行政区域。

## 行政区划
乐安镇下辖以下地区：
瓦沟村、日朵村、坡洛村、火灯村、收古村、补莫村、阿菲老达村、洛恩村、伟子坡村、萨嘎村和莫合作村。